# Bantayan Timur
Bantayan Timur is een bestuurslaag in het regentschap Aceh Timur van de provincie Atjeh, Indonesië. Bantayan Timur telt 402 inwoners (volkstelling 2010).